# 32 Sextantis
32 Sextantis är en orange stjärna i Sextantens stjärnbild.
32 Sextantis har visuell magnitud +7,10 och kräver fältkikare för att kunna observeras. Den befinner sig på ett avstånd av ungefär 950 ljusår.